# Roy Chipolina
Roy Chipolina (Londres, 20 de enero de 1983) es un exfutbolista británico. Jugaba de defensor y su último equipo fue el Lincoln Red Imps F. C. de Gibraltar. También fue el capitán de la selección de fútbol de Gibraltar.

## Vida personal
Chipolina nació en Enfield, Londres, aunque a la edad de 4 se mudó junto a su familia a Gibraltar.

## Trayectoria
Jugó para el Lincoln Red Imps de la Liga de Fútbol de Gibraltar desde 2006 hasta su retirada en octubre de 2024.

## Selección nacional
Hizo su debut con la selección de fútbol de Gibraltar el 19 de noviembre de 2013 en el empate como locales 0-0 frente a Eslovaquia, el primer partido de Gibraltar desde que fue admitido en la UEFA. Marcó el primer gol de Gibraltar desde su admisión en la UEFA en su segundo partido oficial el 1 de marzo de 2014 frente las Islas Feroe el Victoria Stadium, partido que perdieron 1-4.

### Goles internacionales
| # | Fecha                    | Lugar                       | Rival         | Gol   | Resultado | Competición                         |
| - | ------------------------ | --------------------------- | ------------- | ----- | --------- | ----------------------------------- |
| 1 | 1 de marzo de 2014       | Estadio Victoria, Gibraltar | Islas Feroe   | 1 - 0 | 1 - 4     | Amistoso                            |
| 2 | 15 de octubre de 2019    | Estadio Victoria, Gibraltar | Georgia       | 2 - 2 | 2 - 3     | Clasificación para la Eurocopa 2020 |
| 3 | 23 de septiembre de 2022 | Ludogorets Arena, Bulgaria  | Bulgaria      | 1 - 1 | 5 - 1     | Liga de Naciones de la UEFA 2022-23 |
| 4 | 16 de noviembre de 2022  | Estadio Victoria, Gibraltar | Liechtenstein | 1 - 0 | 2 - 0     | Amistoso                            |
| 5 | 19 de noviembre de 2022  | Estadio Victoria, Gibraltar | Andorra       | 1 - 0 | 1 - 0     | Amistoso                            |

## Clubes
| Club                   | País      | Año       |
| ---------------------- | --------- | --------- |
| Lynx F. C.             | Gibraltar | 2003-2006 |
| Lincoln Red Imps F. C. | Gibraltar | 2006-2024 |

## Palmarés

### Títulos nacionales
| Título                    | Club             | País      | Año     |
| ------------------------- | ---------------- | --------- | ------- |
| Gibraltar Football League | Lincoln Red Imps | Gibraltar | 2006-07 |
| Supercopa Gibralteña      | Lincoln Red Imps | Gibraltar | 2007    |
| Gibraltar Football League | Lincoln Red Imps | Gibraltar | 2007-08 |
| Rock Cup                  | Lincoln Red Imps | Gibraltar | 2007-08 |
| Supercopa Gibralteña      | Lincoln Red Imps | Gibraltar | 2008    |
| Gibraltar Football League | Lincoln Red Imps | Gibraltar | 2008-09 |
| Rock Cup                  | Lincoln Red Imps | Gibraltar | 2008-09 |
| Supercopa Gibralteña      | Lincoln Red Imps | Gibraltar | 2009    |
| Gibraltar Football League | Lincoln Red Imps | Gibraltar | 2009-10 |
| Rock Cup                  | Lincoln Red Imps | Gibraltar | 2009-10 |
| Supercopa Gibralteña      | Lincoln Red Imps | Gibraltar | 2010    |
| Gibraltar Football League | Lincoln Red Imps | Gibraltar | 2010-11 |
| Rock Cup                  | Lincoln Red Imps | Gibraltar | 2010-11 |
| Supercopa Gibralteña      | Lincoln Red Imps | Gibraltar | 2011    |
| Gibraltar Football League | Lincoln Red Imps | Gibraltar | 2011-12 |
| Gibraltar Football League | Lincoln Red Imps | Gibraltar | 2012-13 |
| Gibraltar Football League | Lincoln Red Imps | Gibraltar | 2013-14 |
| Rock Cup                  | Lincoln Red Imps | Gibraltar | 2013-14 |
| Copa de la Liga           | Lincoln Red Imps | Gibraltar | 2013-14 |
| Supercopa Gibralteña      | Lincoln Red Imps | Gibraltar | 2014    |
| Gibraltar Football League | Lincoln Red Imps | Gibraltar | 2014-15 |
| Rock Cup                  | Lincoln Red Imps | Gibraltar | 2014-15 |
| Supercopa Gibralteña      | Lincoln Red Imps | Gibraltar | 2015    |
| Gibraltar Football League | Lincoln Red Imps | Gibraltar | 2015-16 |